# Ongenþeow
Ongenþeow también es el nombre anglosajón para Angantyr y Ongendus.
Ongenþeow (del inglés antiguo, también Ongenþio, Ongendþeow; nórdico antiguo: Angantyr)  (n. 530) fue un caudillo vikingo semilegendario de los suiones (suecos), rey de Svealand en la era de Vendel (siglo VI), de la dinastía de los Ynglings. Ongenþeow aparece en poemas épicos de los anglosajones y diversas fuentes escandinavas de la mitología nórdica. Se identifica con el rey sueco Egill vendilkraka Aunsson que aparece en Ynglingatal, Historia Norwegiae y la saga Ynglinga.

## Etimología
Los nombres son diferentes y tienen pocos vínculos etimológicos Ongenþeow procede del protonórdico *Anganaþewaz, mientras que Egil procede de *Agilaz. La razón de equiparar ambos con el mismo personaje es porque coinciden en la línea sucesoria de reyes suecos y se describen como padres de Ohthere y abuelos de Eadgils. No obstante, en general los investigadores no son muy propensos a interpretar los personajes de Beowulf y de las sagas nórdicas como referentes históricos.